# Nouvelles
Pour les articles homonymes, voir Nouvelle (homonymie).
Nouvelles est une section de la ville belge de Mons située en Région wallonne dans la province de Hainaut.
Le centre du village se trouve au sud de Mons, à côté de la chaussée de Maubeuge (N6).
C'était une commune à part entière avant la fusion des communes de 1977.

## Géographie

### Hydrographie

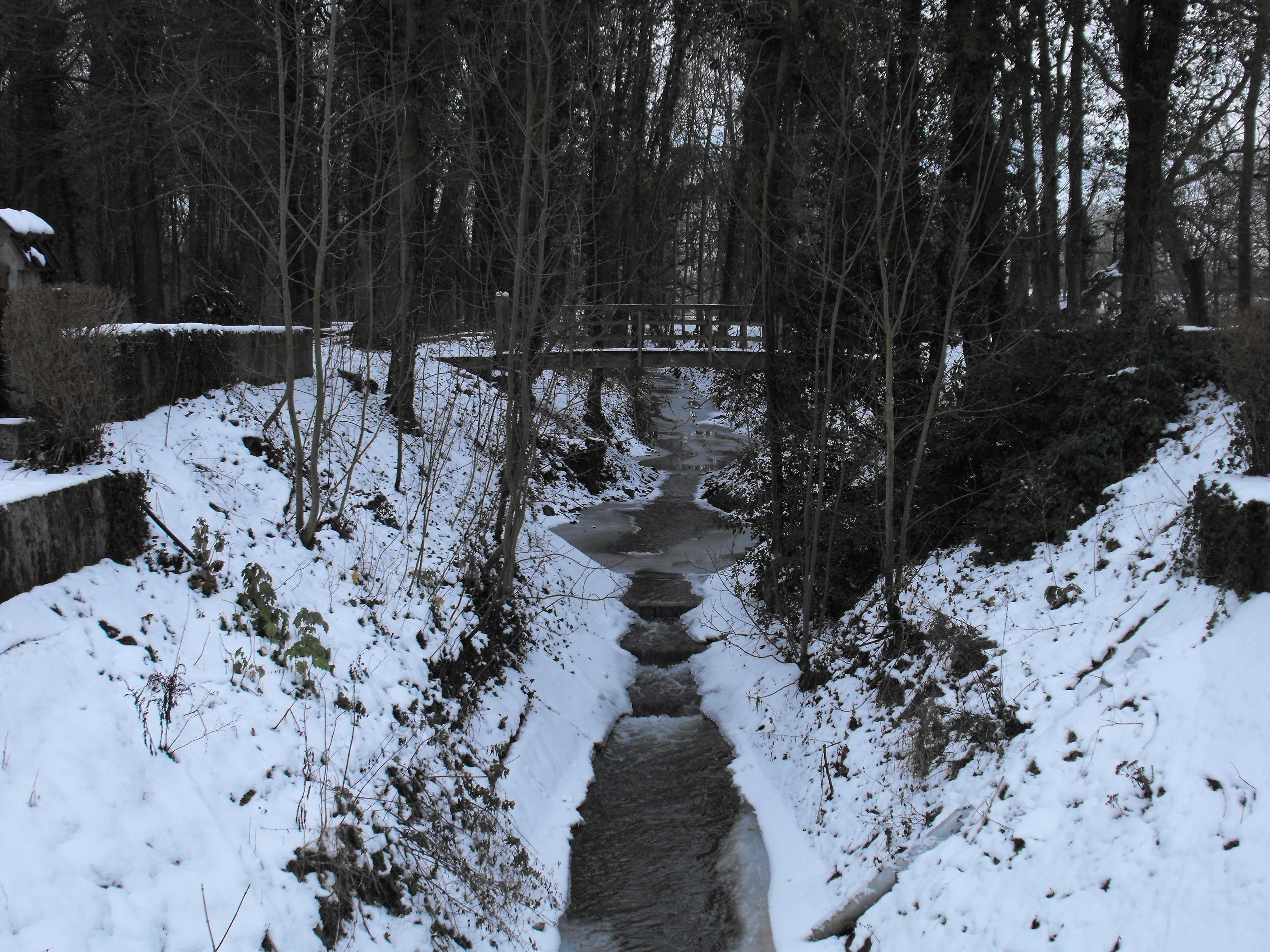
la Wampe en 2009

Une rivière y coule, la Wampe.

## Évolution démographique
- Sources : INS, Rem. : 1831 jusqu'en 1970 = recensements, 1976 = nombre d'habitants au 31 décembre.

## Histoire

### Époque du Néolithique moyen
Au lieu-dit Grande Boussue, quelque sept cents artéfacts lithiques ont été collectés depuis 1957, principalement par la famille Leblois. Parmi ceux-ci on trouve un outillage élaboré composé de nombreuses lames de hache polies.

### Époque gallo-romaine
Sur le même site, une vaste villa gallo-romaine avait été mise au jour auparavant lors de campagnes de fouilles menées premièrement par le comte Émile de la Roche de Marchiennes de 1888 à 1894 et suivies par celles de Ch. et Yves Leblois entre 1964 et 1985.
Cette villa s'est développée, très probablement dans la continuité d'une ferme laténienne, et dès la première moitié du Ier siècle de notre ère dans la culture romaine de la Civitas Nerviorum. Pillée et incendiée lors des invasions du troisième quart du IIIe siècle, elle fut abandonnée. Cette opulente villa (70 salles fouillées !) possédait un hypocauste dont le sol était couvert de mosaïques et les murs décorés de marbres originaires du pays mais aussi des Vosges, des Pyrénées, d'Italie et de la frontière algéro-tunisienne ! Un réservoir d'eau alimenté par un aqueduc long de 1400 m et serpentant sur le territoire de la commune voisine d'Asquillies a été découvert.

## Patrimoine et culture

### Patrimoine architectural
Il reste des vestiges du château-ferme du Haras. Autrefois précédée d’un pont-levis la tour-porche porte un cartouche ovale présenté par deux dauphins. Le constructeur de la ferme et propriétaire partiel de la seigneurie fut la famille d’Hugues Ghodemart. Son corps de logis en briques à cinq travées et sa vaste grange avec dépendances ont été conservés.

### Culture
Un carnaval des enfants est organisé chaque année depuis plus de 20 ans par le comité des amis du carnaval des enfants. Il a lieu le weekend de la fin des vacances de carnaval en Belgique.

Feu d'artifice lors du carnaval des enfants
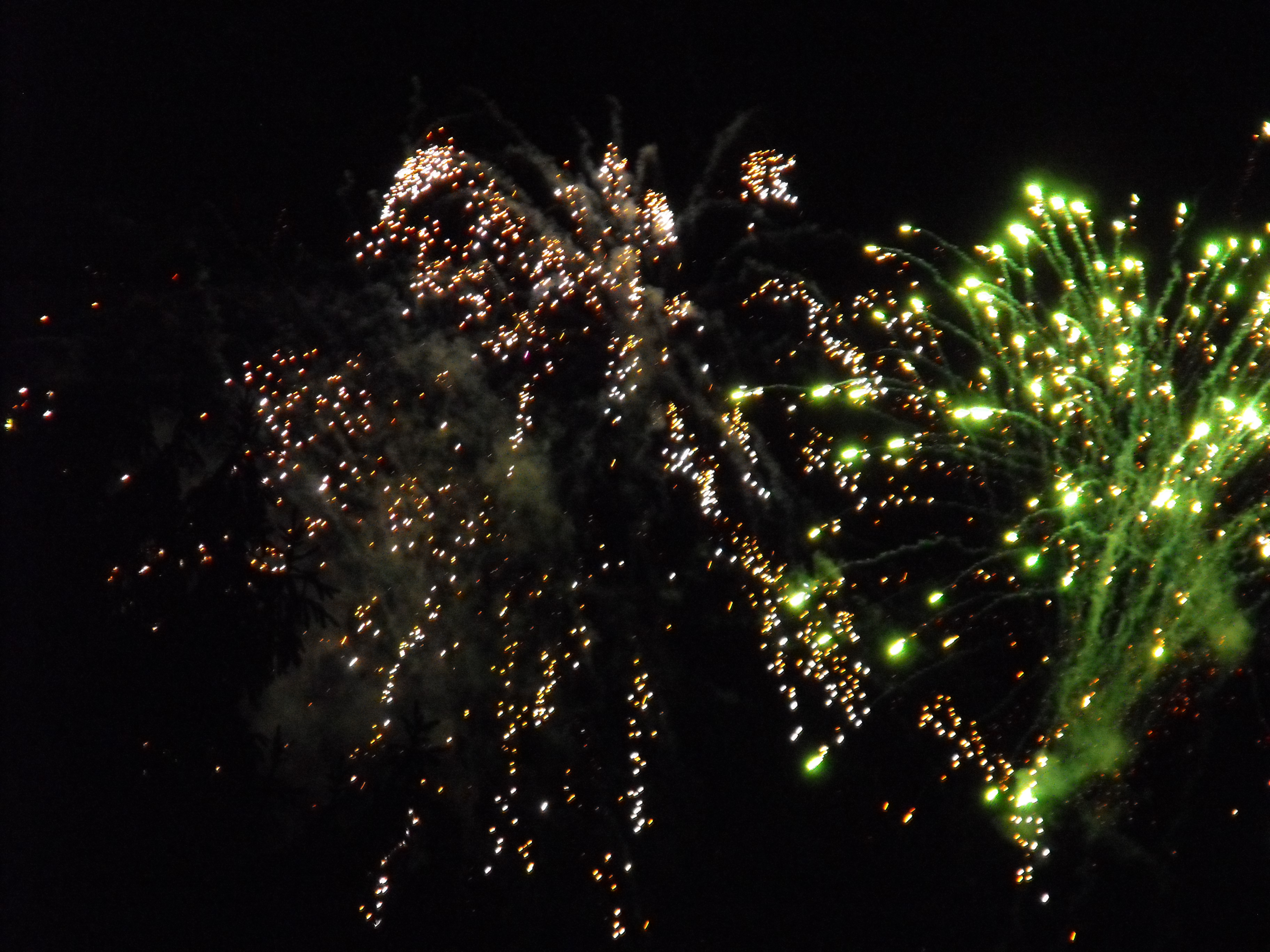
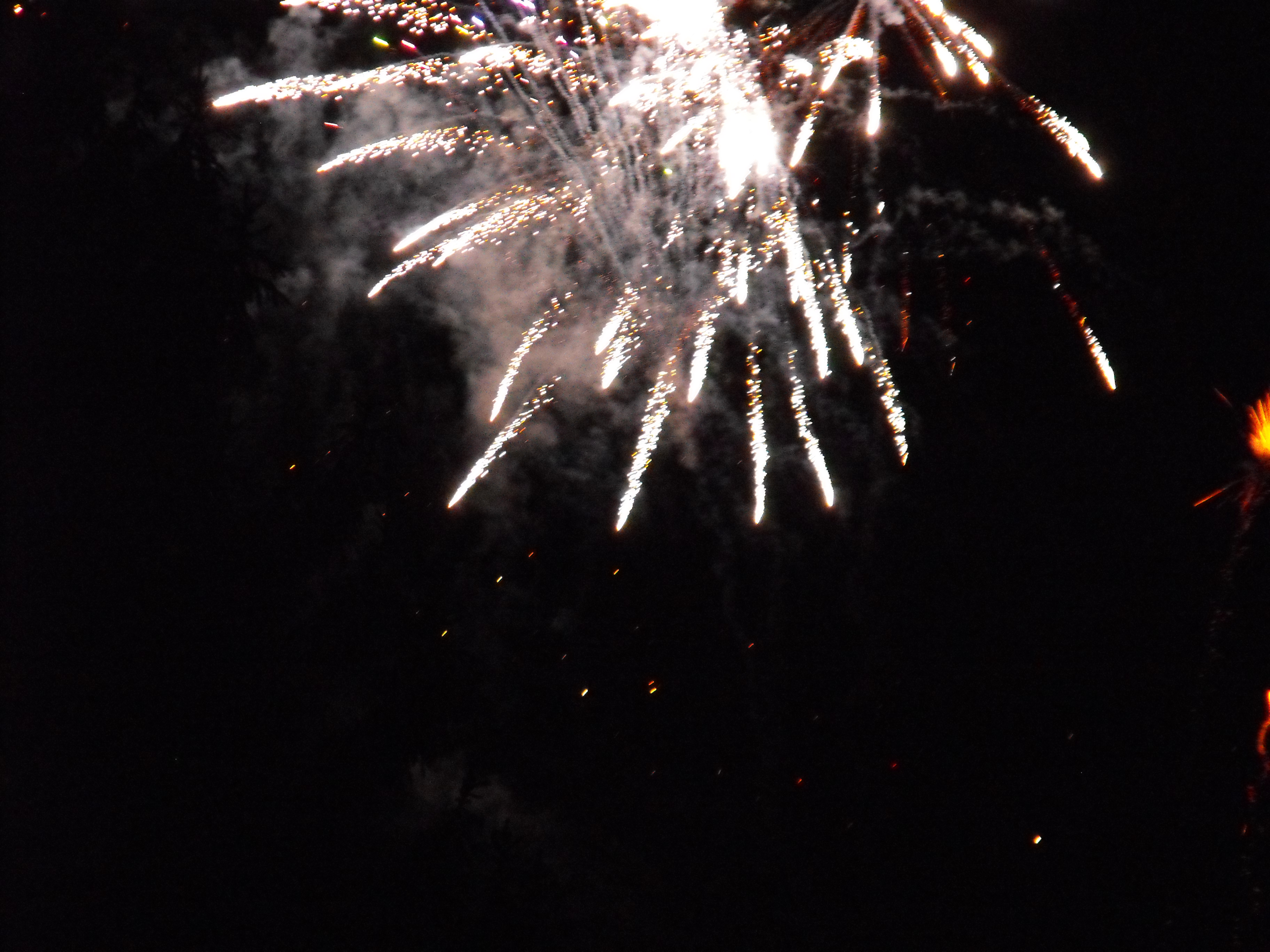

## Économie

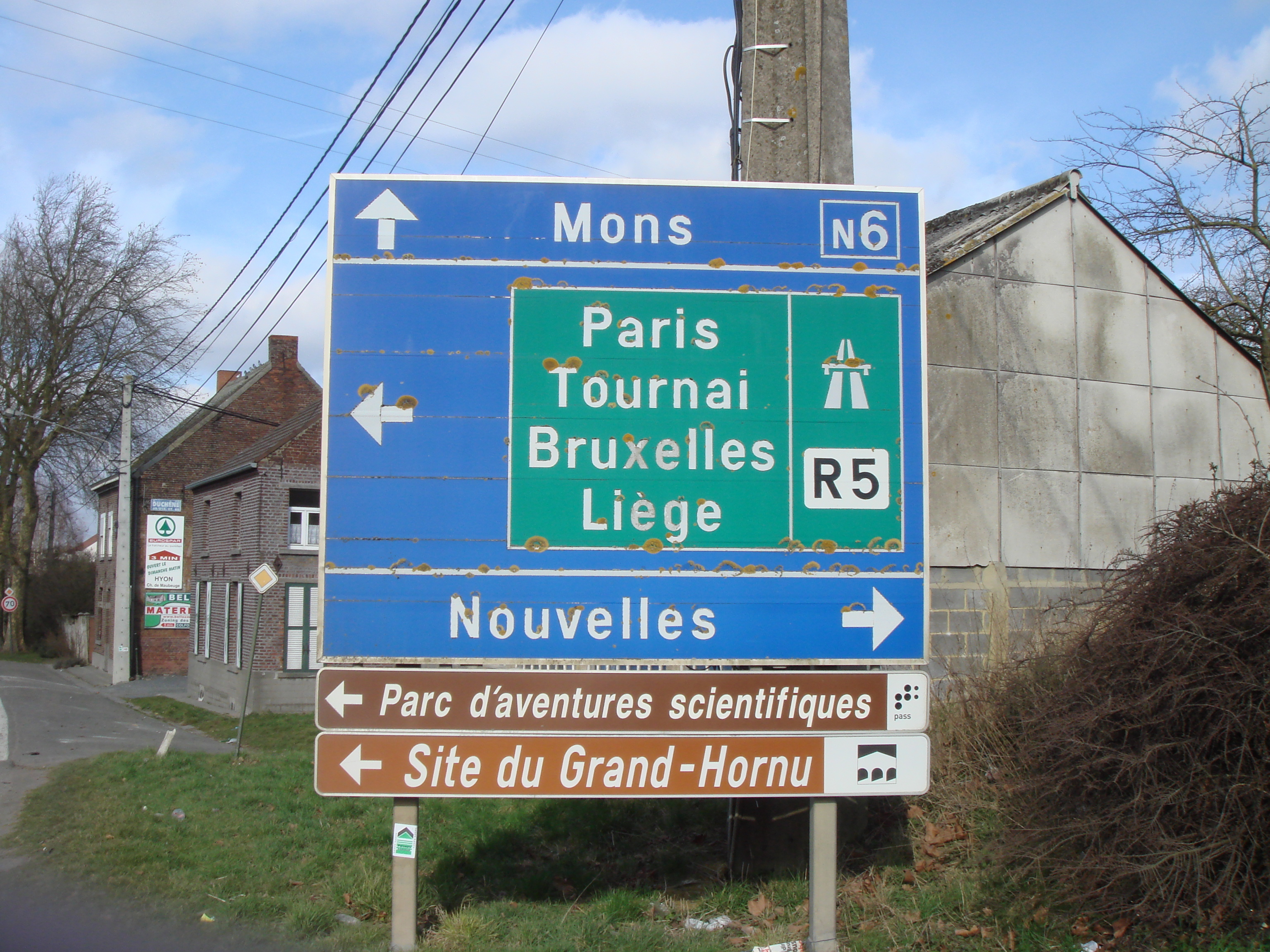
À l'entrée de Nouvelles (N6).